# Naroma signifera
Naroma signifera är en fjärilsart som beskrevs av Walker 1856. Naroma signifera ingår i släktet Naroma och familjen tofsspinnare. Inga underarter finns listade i Catalogue of Life.